# Jean Nepomucène de Tschiderer
Jean Nepomucène de Tschiderer est un prêtre italien né dans le Trentin-Haut-Adige, alors territoire autrichien formant le Tyrol du Sud en 1777 et mort 1860 à Trente. Il se rendit célèbre par son humilité dans le service de la charité envers les plus démunis.

## Jeunesse
Son père Joseph Joachim est percepteur des impôts pour l'empereur d'Autriche Joseph II et sa mère se nomme Catherine de Giovanelli. Il fut bilingue italien et allemand, ce qui lui permit d'exercer son ministère dans les régions germanophones du diocèse de Trente. Il fait des études de théologie entre 1794 et 1798 à Innsbruck, interrompues par l'invasion napoléonienne. Pendant ses études de théologie, il étudia outre les langues anciennes (telles le grec et le latin) la théologie, le droit canonique et l'écriture sainte. Sa forte érudition et son sens de la transmission pédagogique fit de lui un professeur réputé de théologie à l'université de Trente en 1807. À cette époque, cette région du Tyrol du Sud est attribuée par Napoléon Ie au duché de Bavière, transformé pour l'occasion en royaume de Bavière par la volonté de l'empereur des Français.

## Évêque
Ce fut un évêque qui ne prit pas part aux querelles linguistiques entre les germanophones et les italophones ; il fut garant de la diversité linguistique à l'intérieur du diocèse de Trente, ce qui le rendit très populaire auprès du peuple chrétien de son diocèse. Il fut d'abord évêque auxiliaire de Bressanone en 1832 puis après la mutation de l'évêque de Trente à Lviv en Ukraine (alors partie de l'empire d'Autriche formant la province de Galicie orientale), il fut nommé évêque de la capitale du Tyrol du Sud. La consécration d'évêque fut la suite de son engagement en tant que chanoine régulier de la cathédrale de Trente en 1827.

## L'aide aux sourds-muets de Trente
Il aida les plus pauvres et les handicapés, axe majeur de son apostolat en tant qu'évêque de Trente, en soutenant l'institut des sourds-muets de Trente. Il fit construire beaucoup d'églises, de bibliothèques et d'institutions charitables en la ville de Trente et plus largement dans l'ensemble de son diocèse. Son caractère charitable laissa un agréable souvenir à ses condisciples de séminaire qui, après sa mort en 1860 à Trente, donnèrent son nom au séminaire d'Innsbruck.

## Spiritualité
Sa spiritualité orientée vers les plus pauvres et les handicapés est très marquée par la pensée franciscaine de saint François d'Assise et de Sainte-Claire, voyant dans le pauvre le christ souffrant, développant ainsi une spiritualité de la rédemption conformément à sa vocation de jeunesse.